# Nowosiółki (sielsowiet Gródek Ostroszycki)
Nowosiółki (biał. Навасёлкі; ros. Новосёлки, Nowosiołki) – wieś na Białorusi, w obwodzie mińskim, w rejonie mińskim, w sielsowiecie Gródek Ostroszycki.